# Jonction triple de l'Afar

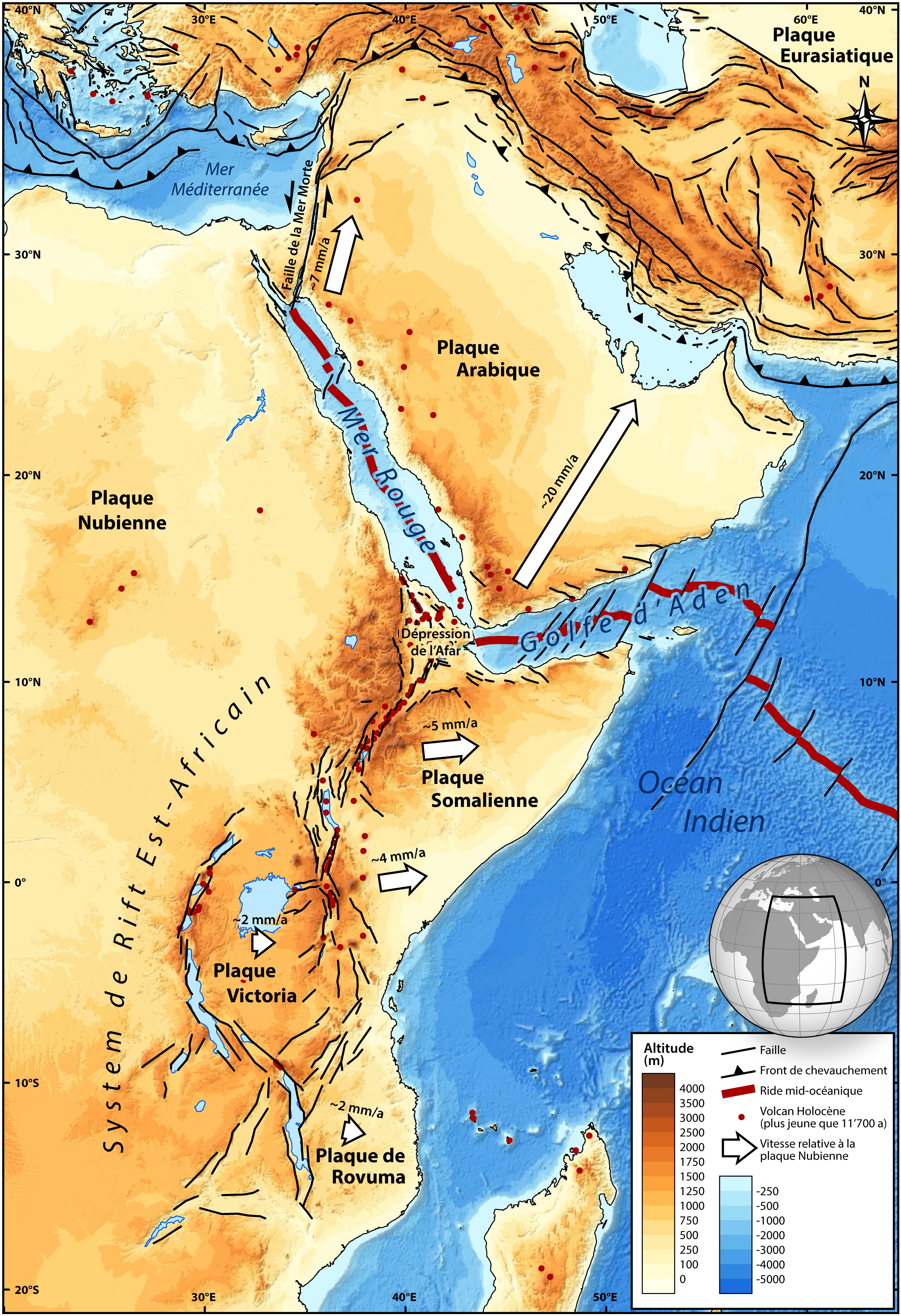
Carte tectonique du système de rift Afro-arabique. La jonction triple de l'Afar se trouve entre les rifts est-africain, de la Mer Rouge et du Golfe d'Aden.

La jonction triple de l'Afar est une jonction triple de type rift-rift-rift située à l'est de l'Afrique.
Elle est centrée sur la dépression de l'Afar et est formée par les plaques africaine, arabique et somalienne, à la jonction de la dorsale d'Aden, du rift de la mer Rouge (en) et du rift est-africain.
Il est possible d’étudier au niveau de cette jonction « les différents stades d’extension depuis le rifting actif jusqu’aux marges continentales passives. Si l’extension et l’activité magmatique sont généralement considérées comme étant restreintes aux segments actifs des rifts (pour les stades immatures, comme en Afar) ou aux dorsales océaniques (pour les stades océanisés, comme le golfe d’Aden), il existe pourtant une activité magmatique sur les flancs des marges continentales passives de l’Afar, du sud de la mer Rouge et du golfe d’Aden ».
Il est intéressant de noter que le mouvement de la plaque arabique est beaucoup plus rapide (environ 20 mm par an) que le mouvement de la plaque somalienne (environ 5 mm par an) par rapport à la plaque nubienne,.
À petite échelle, la tectonique de la région est plus complexe qu'un point triple classique. Entre la Mer Rouge et la dépression de l'Afar, on trouve une quatrième plaque indépendante, la  microplaque Danakil (en) (aussi appelée microplaque d'Arrata),.